# Phyllodactylus palmeus
Phyllodactylus palmeus är en ödleart som beskrevs av  Dixon 1968. Phyllodactylus palmeus ingår i släktet Phyllodactylus och familjen geckoödlor. Inga underarter finns listade i Catalogue of Life.